# Orepukia poppelwelli
Orepukia poppelwelli – gatunek pająka z rodziny Cycloctenidae. Występuje endemicznie na Nowej Zelandii.

## Taksonomia
Gatunek ten opisany został po raz pierwszy w 1973 roku przez Raymonda Roberta Forstera i Cecila Louisa Wiltona w czwartej części monografii poświęconej pająkom Nowej Zelandii. Jako miejsce typowe wskazano Dunedin w regionie Otago.

## Morfologia
Holotypowy samiec ma karapaks długości 4 mm i szerokości 3 mm oraz opistosomę (odwłok) długości 2,8 mm i szerokości 2 mm. Allotypowa samica ma karapaks długości 4,1 mm i szerokości 3 mm oraz opistosomę długości 3,6 mm i szerokości 2,6 mm. Ośmioro oczu rozmieszczonych jest w dwóch prostych w widoku grzbietowym rzędach. W widoku od przodu przedni rząd oczu również jest prosty, natomiast tylny jest lekko odchylony. Rudobrązowe szczękoczułki mają po 2 normalne i 9 drobnych zębów na przednich krawędziach bruzd i po 2 zęby na ich krawędziach tylnych. Warga dolna ma ząbkowaną krawędź przednią, lekko zbieżne brzegi boczne i wcięcie u podstawy. Czarno cieniowane sternum ma trójkątną łatę pośrodku. Odnóża są żółtobrązowe z ciemnobrązowym obrączkowaniem. Kolejność par odnóży od najdłuższej do najkrótszej to: IV, I, II, III. Pazurki górne mają 8 ząbków, zaś pazurki dolne 4 ząbki. Opistosoma zaopatrzona jest znacznie szerszy niż długi stożeczek z włoskami rozmieszczonymi w dwóch łatkach. Kądziołki przędne przedniej pary są niewiele większe niż tylnej.

## Ekologia i występowanie
Gatunek ten jest endemitem Nowej Zelandii, znanym tylko z regionu Otago na Wyspie Południowej. Spotykany był na krzewach i w ściółce. Odławiany był do pułapek Barbera.